# 高橋賢人
高橋 賢人（たかはし けんと、1993年9月21日 - ）は、日本の俳優。劇団東俳で活動した後、ファイブ☆エイトに所属した。
東京都出身。身長168センチメートル。血液型B型。

## 出演

### 舞台
- 王様と私（1999年、帝国劇場）
- オペラ 仮面舞踏会（2001年[注釈 1]、新国立劇場）
- とげぬき音楽隊（2002年、芸術座） - 林田健太 役

### テレビドラマ
- さわやか3組（2001年、NHK教育テレビ）
- 世にも奇妙な物語 春の特別編「厭な子供」（2001年、フジテレビ） - 厭な子供 役
- BSフジ開局1周年記念特別企画 医者と患者 doctor/kranke（2001年、BSフジ）
- 聴覚室・恐怖編 No.6「大浴場」（2002年[注釈 2]、フジテレビ）[1]
- こちら本池上署 第2シリーズ 第6話（2003年、TBS）[1]
- ダンシングライフ 第12話（2003年、TBS）[1]
- ハコイリムスメ!（2003年、フジテレビ） - 田久保太郎 役
- ワンダフルライフ（2004年、フジテレビ） - 篠田要 役
- ラストプレゼント 娘と生きる最後の夏（2004年、日本テレビ） - 大川健太 役
- ドラマW 宿命（2004年、WOWOW） - 和倉勇作（9歳時） 役
- 不機嫌なジーン 第1話（2005年、フジテレビ）
- 新春ドラマスペシャル 負け犬の遠吠え（2005年[注釈 3]、日本テレビ）[1]
- スイッチを押すとき（2006年、GyaO/THE WORKS） - 南洋平（10歳時） 役[2]
- 復讐するは我にあり（2007年、テレビ東京） - 榎津厳（12歳時） 役
- 生徒諸君!（2007年、朝日放送/テレビ朝日） - 成瀬太朗 役
- 世にも奇妙な物語 春の特別編（2009年、フジテレビ）[1]
- 明日の光をつかめ（2010年、東海テレビ） - 斉藤孝介 役
- 明日の光をつかめ2（2011年、東海テレビ） - 斉藤孝介 役
- 明日の光をつかめ -2013 夏-（2013年、東海テレビ） - 斉藤孝介 役

### ゲーム
- ニンテンドー ゲームキューブ用ソフト ジャイアントエッグ 〜ビリー・ハッチャーの大冒険〜（2003年、セガ） - ナレーター

### CM
- うごかせのりものDX＆じゃんけんコロリン（2003年、コンビ）
- 日テレちゃんNightチャイルドシート（2003年、日本テレビ）
- アイスな少年達篇（2004年、東京電力）
- 発芽米（2004年、ファンケル）
- ニャニがニャンだー ニャンダーかめん (2004年、ニシオ）
- ジューシーチキンセレクト「素顔編」（2010年、日本マクドナルド）

### 映画
- 奇跡の海（2006年） - 原田洋 役
- チェスト!（2008年） - 主演・吉川隼人 役[3]
- おっぱいバレー（2009年） - 楠木靖男 役[4]
- しあわせカモン（2009年） - 松本哲也（中学生時代） 役[5]

### PV
- NMB48 オーマイガー!（2011年、KYORAKU吉本.ホールディングス）